# Пікірування (рослинництво)

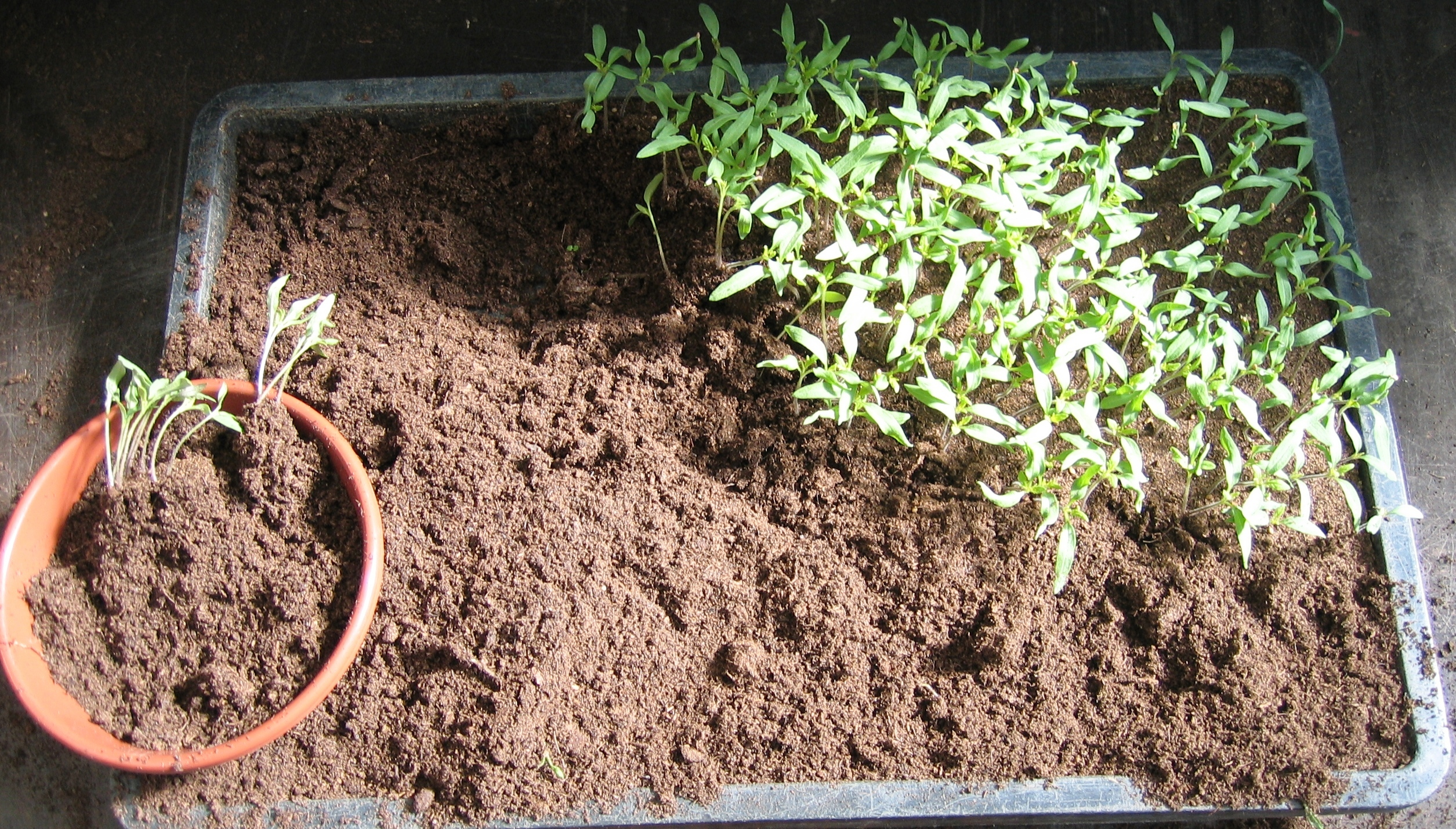
Лоток із сіянцями, які слід розсадити. Після відбору найкращих, їх витягують кілочком (пікетою), обривають центральний корінчик, розсаджують в окремі стаканчики. Після розсадження, «сіянці» називають «розсадою».

Пікірування (фр. piquet — кілочок, англ. pick up — підбирати) — процедура за якою виділяють кінчик центрального кореня рослин. Процедуру виконують під час розсадження сіянців перцю, томатів, баклажанів, капусти. Пікета — невеличкий кілок лопатка, якою виймають розсаду з лотка ґрунту при її висаджені по окремих касетах. При цій процедурі обривається центральний корінчик, або корінчик відщеплюють двома пальцями. Видалення центрального корінчика сприяє розростанню додаткових бічних коренів, що більш зручно й результативно для вирощування рослин у пухкому поверхневому ґрунті на присадибних ділянках — швидше збирання вологи, швидший доступ повітря, краща доступність добрив, рослина не витрачає сили на проходження твердих шарів ґрунту центральним коренем. Проте рослина стає більш чутливою до постійної наявності вологи в верхніх шарах ґрунту, оскільки глибокий центральний корінь у природі розв'язує подібну проблему стійкості. При наявності регулярного поливу проблема наявності центрального глибокого коріння відпадає.